# زیبارویان فرار کنید
زیبارویان فرار کنید (به هندی: Bachna Ae Haseeno) یا مراقب باشید، خانم‌ها فیلمی است محصول سال ۲۰۰۸ و به کارگردانی سیدهارت آناد است. در این فیلم بازیگرانی همچون رانبیر کاپور، بیپاشا باسو، دیپیکا پادوکونه، منیشا لامبا، کونال کاپور، پانت ایثار ایفای نقش کرده‌اند.

## داستان
این فیلم داستان زندگی یک پسر جوان، راج، است که در طی این مدت با سه دختر ملاقات می‌کند:ماهی(منیشا لامبا)یک دختر نوجوان از پنجاب، رادیکا (بیپاشا باسو) یک مدل در بمبئی و گایاتری (دیپیکا پادوکونه) یک دانشجوی جوان در استرالیا.
در سال ۱۹۹۶ راج در هنگام سفر با «ماهی» که دختری شیرین و خیال پرداز است آشنا می‌شود، ماهی به عشق واقعی اعتقاد دارد و مطمئن است با مردی به نام «راج» ملاقات می‌کند و عاشق یکدیگر می‌شوند. (راجی که ماهی رؤیای ان را دارد در واقع شخصیت اصلی فیلم داماد عاشق عروس را می‌برد است که توسط شاهرخ خان اجرا می‌شود) وقتی ماهی از قطار جا می‌ماند راج او را همراهی می‌کند و در نظر ماهی عشقی رؤیایی میان آن‌ها شکل گرفته‌است. راج برای او شعر می‌گوید و ماهی کاغذ شعر را سریعاً برمی‌دارد. پس از رسیدن به فرودگاه راج، ماهی را به خانواده اش می‌رساند و در کنار دوستانش می‌رود. ماهی با دوستانش شروع به صحبت دربارهٔ راج می‌کند و می‌خواهد شعر راج را برای آن‌ها بخواند اما متوجه می‌شود روی ان کاغذ چیزی نوشته نشده‌است! راج هم از طرفی برای دوستانش از سرکار گذاشتن ان دخترک تعریف می‌کند بی‌خبر از اینکه ماهی در حال شنیدن حرفاهایش است. ماهی دلشکسته و غمگین به راج نگاه می‌کند و راج بی‌تفاوت از این ماجرا می‌گذرد.
در سال ۲۰۰۲، راج به عنوان طراح بازی به بمبئی می‌رود و در مایکروسافت مشغول کار می‌شود. در این هنگام او با «رادیکا»، همسایه بغلی اش، هم‌خانه می‌شود، بعد از مدتی راج و دوستش از استرالیا پیشنهاد کار دریافت می‌کنند و چون راج معتقد است رادیکا دختر مدرنی است که به راحتی اتمام این رابطه را می‌پذیرد تصمیم به صحبت با او می‌گیرد اما پیش از اینکه راج بحث پایان رابطه را اعلام کند رادیکا اسم ازدواج را به میان می‌آورد! راج با بهانه‌های مختلف سعی می‌کند رادیکا را منصرف کند اما موفق نمی‌شود و رادیکا کل برنامه عروسی را ترتیب می‌دهد. روز عروسی، راج به مراسم نمی‌اید و سوار هواپیما به مقصد شغل جدیدش می‌رود و رادیکا در انتظار او در جشن عروسی می‌ماند و در مقابل دوستانش شرم زده می‌شود سپس غمگین و تنها به خانه می‌رود.
در سال ۲۰۰۷، راج مشغول خوش گذرانی و لذت بردن از زندگی اش است. روزی پس از اتمام مهمانی در کلوب سوار تاکسی می‌شود، راننده تاکسی یک دختر زیبای هندوستانی، گایاتری(دیپیکا پادوکونه)، است! رابطه دوستانه و قرار ملاقات‌های متعددی بین آن‌ها شکل می‌گیرد. گایاتری دقیقاً مثل راج اعتقادی به ازدواج ندارد و خوشگذرانی را بیشتر دوست دارد. اما بعد از مدتی که از این رابطه می‌گذرد راج به او پیشنهاد ازدواج می‌دهد اما گایاتری او را رد می‌کند! این بار راج بود که رد شد! راج غصه دار است و تصمیم می‌گیرد به هند بازگردد تا از تمام دخترانی که دلشان را شکسته عذرخواهی کند.
به خانه ماهی می‌رود، ماهی ازدواج کرده و دو بچه دارد اما همواره غمگین است و اعتقادش به عشق را از دست داده‌است و اصلاً با شوهرش رابطه صمیمانه ای ندارد اما راج تمام تلاشش را می‌کند تا رابطه میان آن‌ها را درست کند.
حال به سراغ رادیکا می‌رود، رادیکا به یک مدل بسیار معروف و مغرور تبدیل شده‌است. راج با تلاش‌های متعدد دل او را نیز بدست می‌آورد و رادیکا عذرخواهی او را می‌پذیرد.
راج به محل زندگی اش بر می‌گردد بعد از بازکردن در خانه با نامه‌های زیادی رو به رو می‌شود که فرستنده تمام آن‌ها گایاتری است! گایاتری را پیدا می‌کند و رابطهٔ عاشقانه آن‌ها ادامه می‌یابد.